# Doronomyrmex pacis
Doronomyrmex pacis é uma espécie de formiga da família Formicidae.
É endémica da Suíça.